# El Calafate
El Calafate is een plaats in het Argentijnse departement Lago Argentino in de provincie Santa Cruz. Het is gelegen aan de zuidelijke oever van het Argentinomeer.
El Calafate telde 6.410 inwoners in 2001, maar als gevolg van de oprichting van een moderne luchthaven (Aeropuerto Internacional de El Calafate) in 2001, kende het toerisme en daardoor het bevolkingsaantal een spectaculaire groei. Men schatte het aantal inwoners tijdens het toeristisch seizoen van 2007 op 17.000.

## Klimaat
El Calafate heeft een steppeklimaat, volgens de klimaatclassificatie van Köppen BSk. De zomer is koel met enkele warme dagen en in het algemeen droog. De winters zijn kouder, met relatief iets meer neerslag. De ligging naast het grote meer heeft een matigend effect op de temperatuur. De koelste maand is juli met een gemiddelde temperatuur van 0,7°C en januari is het warmst met een gemiddelde van 13,1°C. Het is er droog, per jaar valt er iets meer dan 200 millimeter aan neerslag. Het aantal uren met zon is gemiddeld 2100 per jaar en dit komt zo hoog uit door het ontbreken van neerslag en dus ook bewolking.

## Cultuur

### Bezienswaardigheden
- Glaciarium, ijs- en sneeuwmuseum, m.n. over de naburige gletsjers
- Punta Walichu (Cuevas de Gualicho), archeologische locatie met rotstekeningen

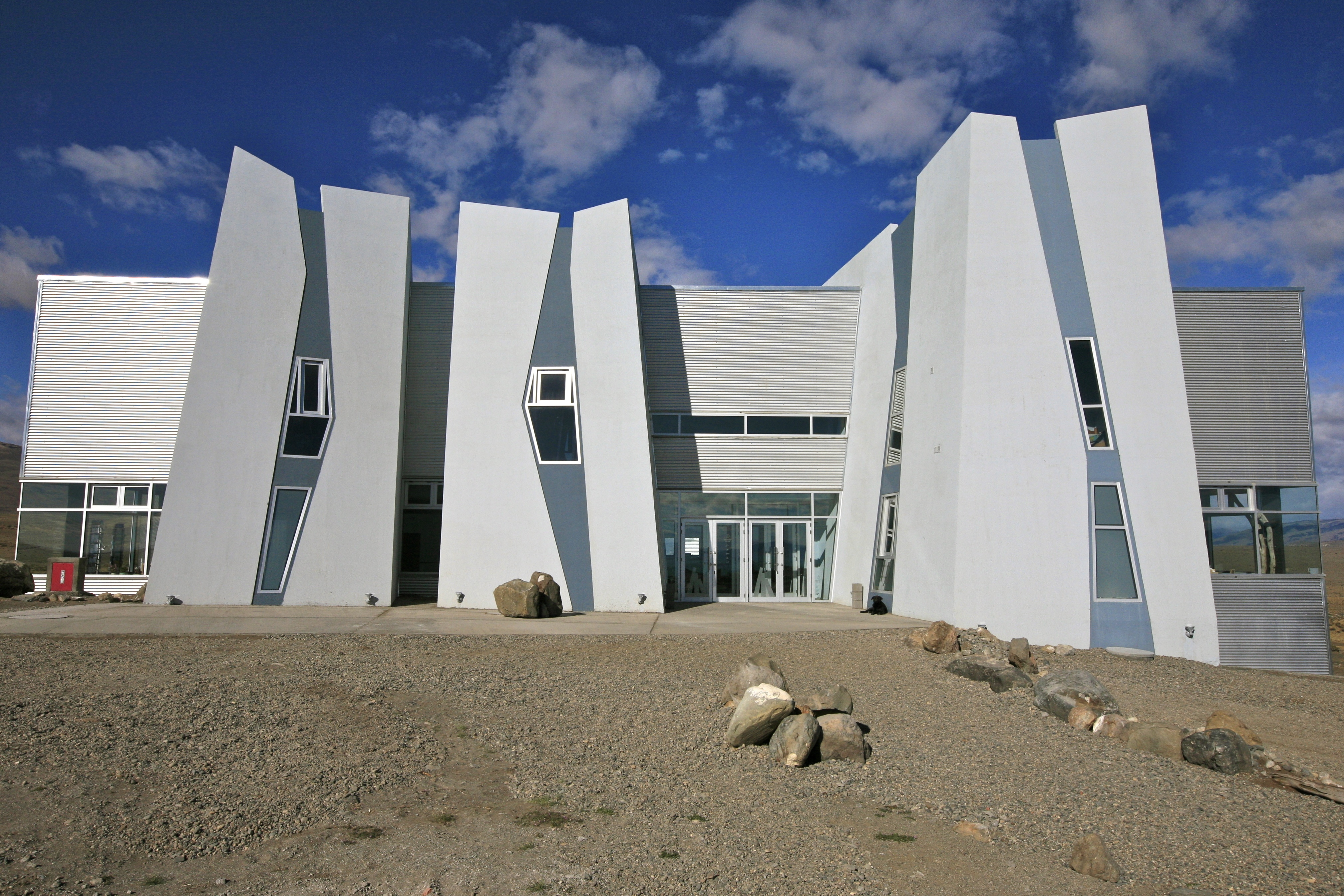
Het Glacarium, ijs- en sneeuwmuseum

## Toerisme
De plaats is een toeristenoord, aangezien het dient als uitvalsbasis voor daguitstappen naar de ten westen gelegen gletsjers in het Nationaal park Los Glaciares, bereikbaar via Punta Bandera. De hoofdstraat van El Calafate is de Avenida del Libertador General San Martin.
Op 21 kilometer ten oosten van de stad ligt het Comandante Armando Tola International Airport (Spaans: Aeropuerto International de El Calafate – Comandante Armando Tola). Het vliegveld werd in november 2000 geopend voor het luchtverkeer en telt een start- en landingsbaan. In 2010 maakten zo'n half miljoen passagiers gebruik van de faciliteiten.

## Galerij

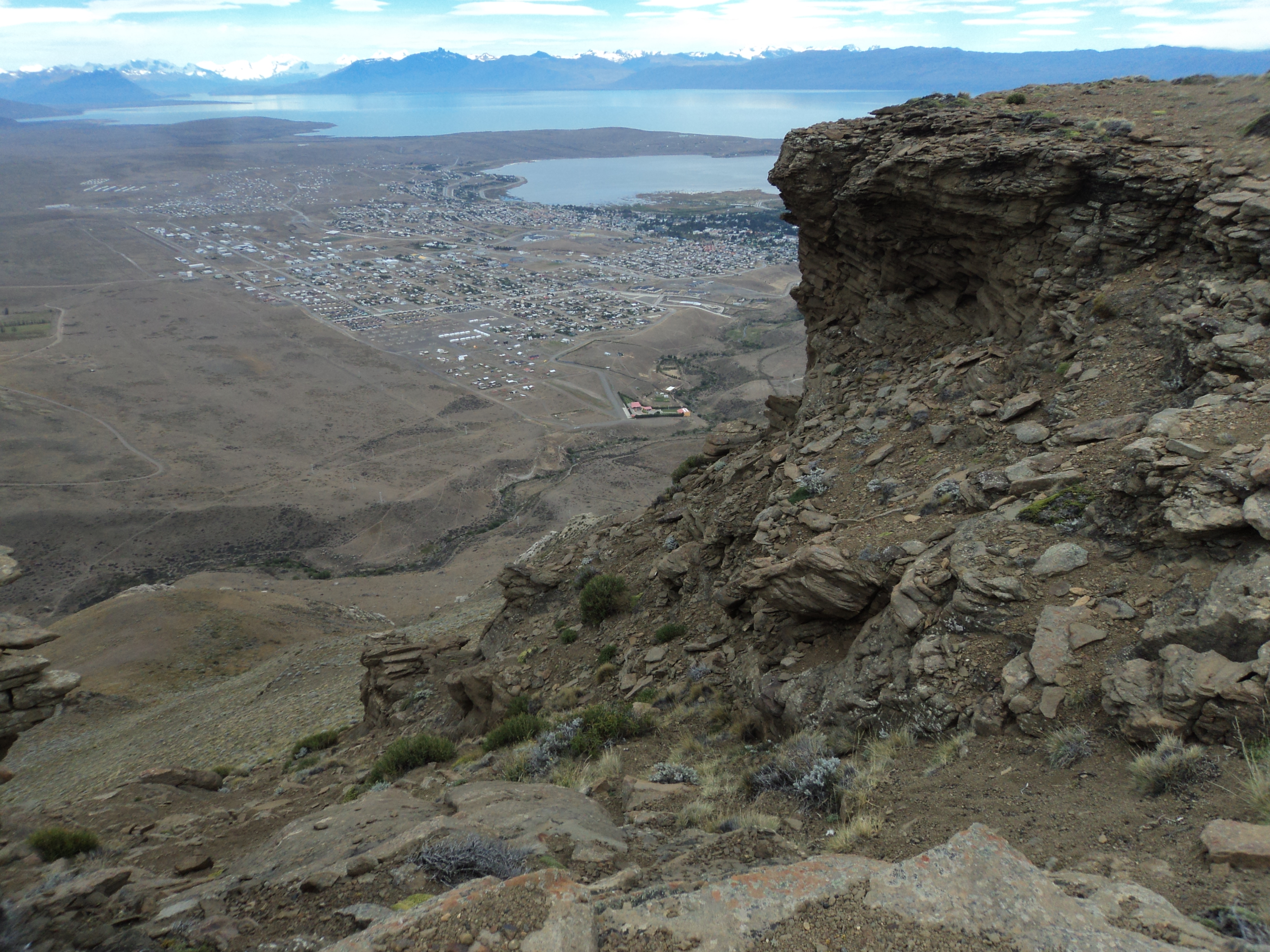
De plaats van boven met het Argentinomeer op de achtergrond
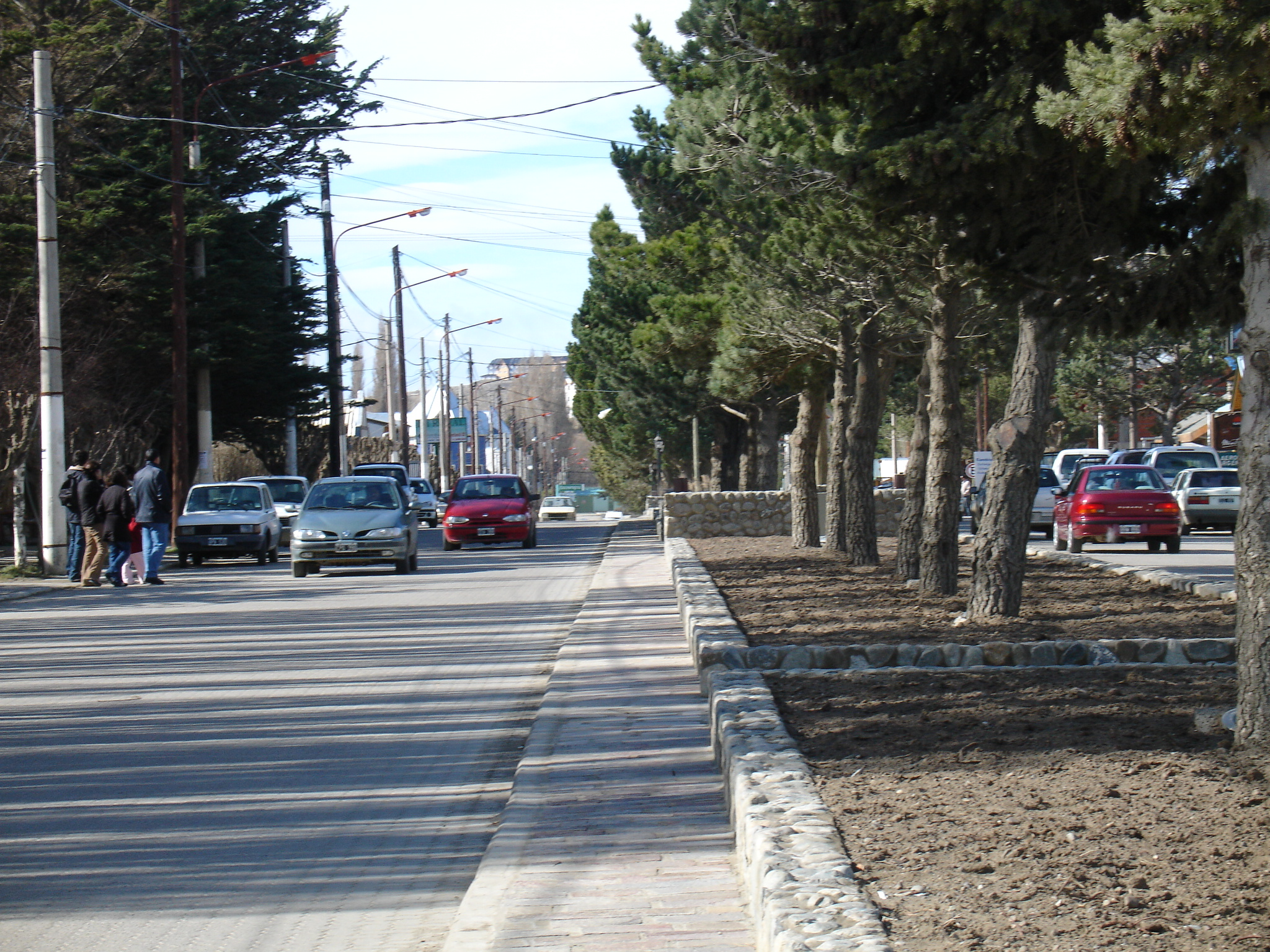
De hoofdstraat van El Calafate
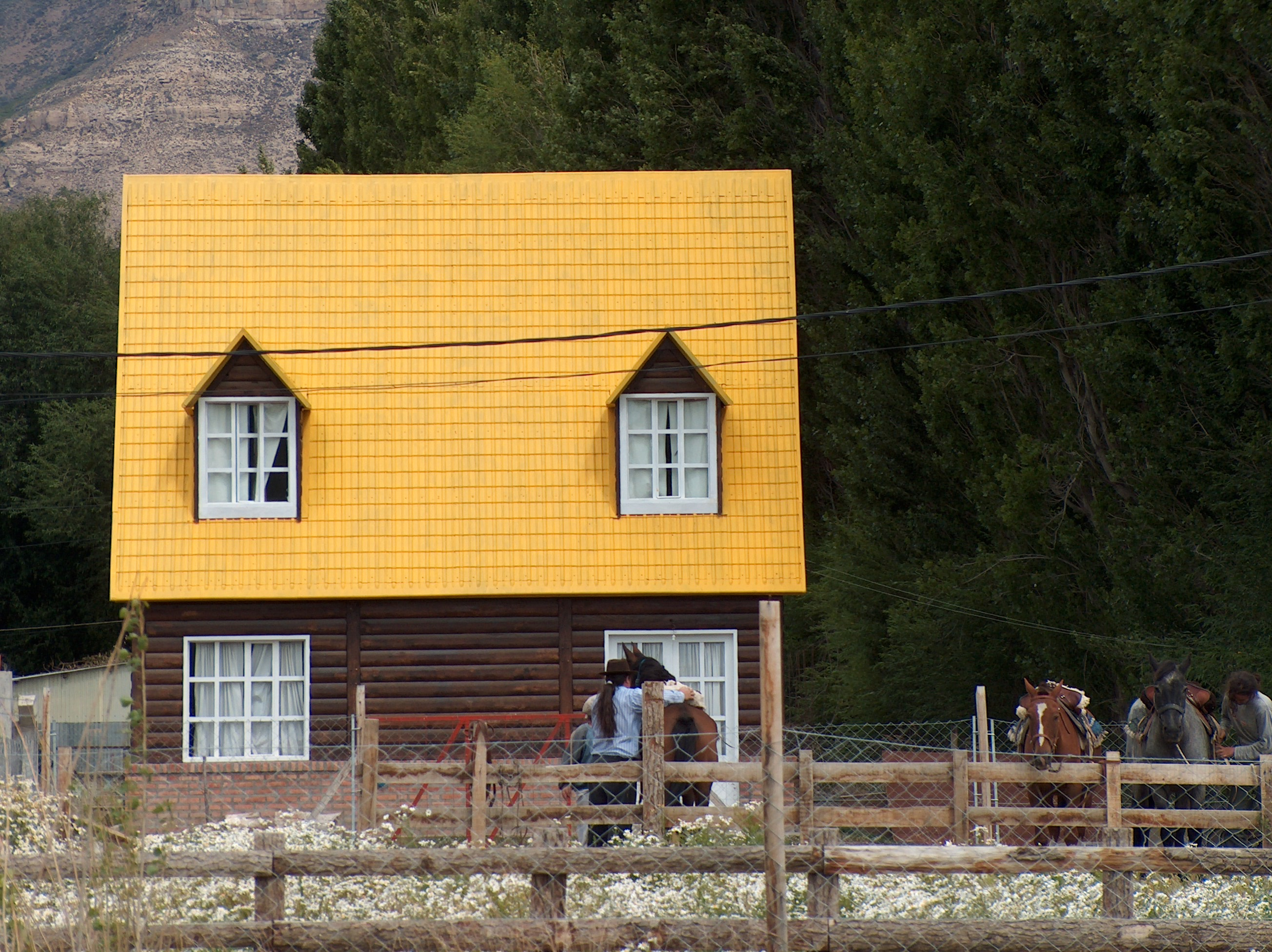
Karakteristiek huis in El Calafate